# 沈伯玉
沈伯玉（しん はくぎょく、419年 - 475年）は、南朝宋の官僚。字は徳潤。本貫は呉興郡武康県。

## 経歴
沈虔子（沈穆夫の子）の子として生まれた。温厚恭謙で、文章を作ることができた。若くして武陵王劉駿の下で武陵国侍郎をつとめ、右常侍に転じ、南中郎行参軍となった。元嘉30年（453年）、劉駿（孝武帝）が即位すると、伯玉は員外散騎郎に任じられたが受けなかった。顔竣の招請に応じて左衛司馬となった。後に句容県令となり、県では有能で知られた。江夏王劉義恭の下で太宰行参軍となり、謝超宗や何法盛とともに東宮の校書をつとめた。余姚県令として出向し、召還されて衛尉丞となった。大明7年（463年）、晋安王劉子勛の下で前軍行参軍となり、劉子勛の読書に侍した。大明8年（464年）、劉子勛が鎮軍将軍・雍州刺史となると、伯玉はこれに従って鎮軍行佐となった。
前廃帝のとき、参軍事に転じた。泰始2年（466年）、劉子勛が起兵すると、伯玉はその下で府功曹に転じた。劉子勛が帝を称すると、伯玉はその下で中書侍郎に任じられた。劉子勛が敗死すると、伯玉は獄に下された。後に原官に復帰したが、明帝に従わなかったことを責められ、南台御史に任じられた。まもなく武陵王劉賛の下で武陵国詹事に転じた。さらに大農となったが、老齢の母を養うことを理由に辞職した。晩年は袁粲・褚淵らと交友した。永世県令・永興県令をつとめ、また有能で知られた。元徽3年（475年）、死去した。享年は57。

## 伝記資料
- 『宋書』巻100 列伝第60
- 『南史』巻57 列伝第47